# Rubescourt
Rubescourt è un comune francese di 139 abitanti situato nel dipartimento della Somme nella regione dell'Alta Francia.

## Società

### Evoluzione demografica
Abitanti censiti